# Poviglio
Poviglio är en ort och kommun i provinsen Reggio Emilia i regionen Emilia-Romagna i Italien. Kommunen hade 7 295 invånare (2018).